# Wald (Badenia-Wirtembergia)

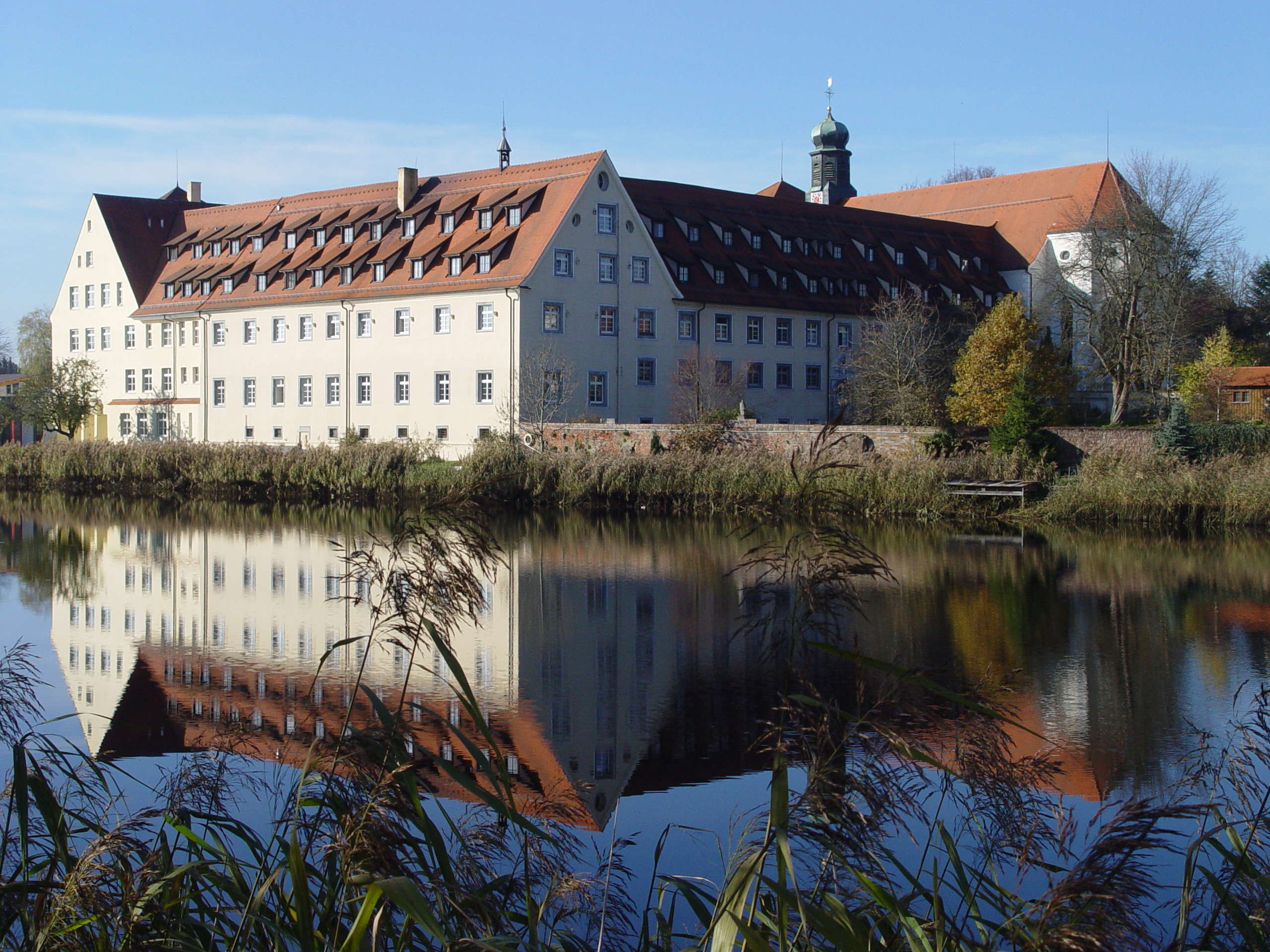
Klasztor Wald

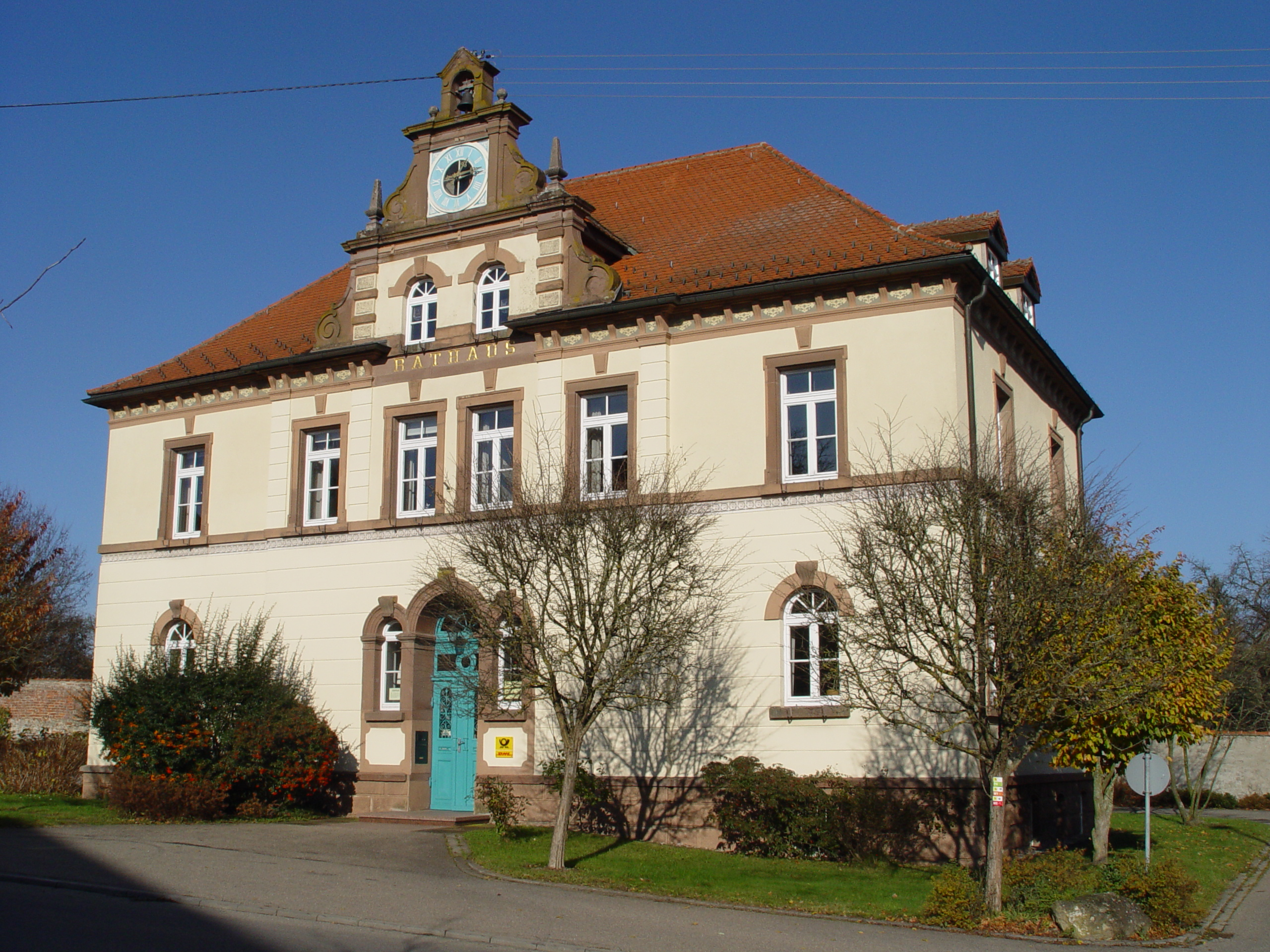
Ratusz (była szkoła)

Wald – miejscowość i gmina w Niemczech, w kraju związkowym Badenia-Wirtembergia, w rejencji Tybinga, w regionie Bodensee-Oberschwaben, w powiecie Sigmaringen, wchodzi w skład wspólnoty administracyjnej Pfullendorf. Leży w Górnej Szwabii, ok. 15 km na południe od Sigmaringen.

## Dzielnice
| Herb           | Dzielnica      | Mieszkańcy (2008) |           |
| -------------- | -------------- | ----------------- | --------- |
| Wald           | Wald           | 1000              | 827,47 ha |
| Glashütte      | Glashütte      | 107               | 178,66 ha |
| Hippetsweiler  | Hippetsweiler  | 182               | 348,73 ha |
| Kappel         | Kappel         | 111               | 334,66 ha |
| Reischach      | Reischach      | 68                | 217,61 ha |
| Riedetsweiler  | Riedetsweiler  | 85                | 203,61 ha |
| Rothenlachen   | Rothenlachen   | 43                | 217,26 ha |
| Ruhestetten    | Ruhestetten    | 177               | 643,29 ha |
| Sentenhart     | Sentenhart     | 353               | 575,80 ha |
| Walbertsweiler | Walbertsweiler | 643               | 839,57 ha |

## Współpraca
Miejscowości partnerskie:
- Wald, Bawaria
- Wald, Szwajcaria